# 乌兰查布苏木
乌兰查布苏木，是中华人民共和国内蒙古自治区锡林郭勒盟正镶白旗下辖的一个乡镇级行政单位。

## 行政区划
乌兰查布苏木下辖以下地区：
乌日雅图嘎查、敖伦淖尔嘎查、赛音宝拉格嘎查、翁贡嘎查、夏日嘎淖尔嘎查、阿拉坦嘎达苏嘎查、浩雅尔胡都嘎嘎查、乌兰图嘎嘎查、巴彦淖尔嘎查、恩格尔宝拉格嘎查、宏图嘎查和阿拉塔敖包嘎查。